# Baroa nigra
Baroa nigra är en fjärilsart som beskrevs av Rothschild 1914. Baroa nigra ingår i släktet Baroa och familjen björnspinnare. Inga underarter finns listade i Catalogue of Life.